# Carlos Ariel Ibañez
Carlos Ariel Ibáñez (Termas de Río Hondo, Santiago del Estero, 27 de abril de 1975) es un exfutbolista argentino que jugaba como volante.

## Carrera

### Atlético Tucumán
Nacido en Las Termas de Río Hondo, Ibáñez llegó a San Miguel de Tucumán en 1991, para sumarse a las inferiores de Atlético Tucumán. En 1996 debutó con la camiseta del decano y se empezó a ganar la titularidad con buenas actuaciones. En Atlético jugó hasta 2002, donde llegó a disputar 145 partidos con la camiseta de la institución.

### Argentinos Juniors
En 2002 es transferido al fútbol de Buenos Aires para sumarse a Argentinos Juniors. En el bicho tuvo un breve paso antes de volver a Tucumán.

### La Florida
En la temporada 2003/2004 llegó a La Florida,  que en ese momento se encontraba en el mejor momento de su historia. Jugó en el tricolor hasta el 2006, cuando se retiró del fútbol.

## Clubes
| Club               | País      |
| ------------------ | --------- |
| Atlético Tucumán   | Argentina |
| Argentinos Juniors | Argentina |
| La Florida         | Argentina |